# Blanche Thomas
Blanche Thomas (* 5. Oktober 1922 im Orleans Parish, Louisiana; † 21. April 1977 in New Orleans, Louisiana) war eine US-amerikanische Blues-, Rhythm-and-Blues- und Jazzsängerin.

## Leben
Blanches Vater Sam Thomas war Musiker, der Bass und Trompete bei Kid Howard und Jim Robinson spielte. Erste Auftritte hatte sie als vierzehnjähriges Mitglied der Kiddies Revue Anfang der 1930er Jahre im Tic Toc Roof Garden in der South Rampart Street; noch als Schülerin arbeitete sie während der Depressionszeit als Garderobenfrau im Club Pelican. Nachdem sie die Schule verlassen hatte, trat sie im Club Bali auf der Bourbon Street mit den Six Brown Cats von Adam Lambert auf. Bei einem Brand des Clubs verloren die Musiker des Ensembles, dem kurzzeitig auch Miles Davis angehörte, all ihre Instrumente. Einen Auftritt hatte sie in Texas bei einer USO-Tournee vor 500 japanischstämmigen Internierten. Mitte der 1940er Jahre tourte sie mit dem Dodison's World Circus. Nach Kriegsende kehrte sie nach New Orleans zurück, trat in Nachtclubs mit Musikern wie Alvin Alcorn, Louis Cottrell, Joe Robichaux, Sidney Desvigne und Dave Bartholomew auf.
Am 3. Juli 1954 hatte Blanche Thomas ihr Aufnahmedebüt, als sie für Imperial Records, begleitet von Dave Bartholomews Band, You Ain’t So Such a Much einspielte; B-Seite war Not the Way I Love You (IM 743). Der R&B-Song wurde auch auf dem Jukebox-Label Pelican – mit Little Esthers Coverversion von Hound Dog als B-Seite – vermarktet (JBJ 1011). Blanche Thomas’ Stil dieser Aufnahmen erinnerte an die Blues-Shouter-Gesang von Big Maybelle Smith und von Big Mama Thornton, die mit diesem Song ebenfalls erfolgreich war. Thomas wurde dann Bandsängerin bei Dave Bartholomews Band, die ein Engagement im Dew Drop in der Lasalle Street hatte, zu dieser Zeit einem der populärsten Nachtclubs der Stadt, in dem Joe Tex oder Big Joe Turner die Top acts waren. Während der 1950er Jahre trat Blanche Thomas auch in Leon Primas 500 Club (Ecke Bourbon und St. Louis Street) auf. Nach ihrem Engagement bei Bartholomew wechselte sie zum Club Mardi Gras Lounge auf der Bourbon Street, der dem weißen Klarinettisten Sid Davilla gehörte, der Thomas gelegentlich bei ihren Auftritten begleitete. Der Schlagzeuger Freddie Kohlman empfahl Thomas an die Clubbesitzer Ruth und Bill Reinhardt in Chicago, die dort den Club Jazz, Ltd. betrieben. In der Stadt sang Thomas auch in den Clubs Show Boat und Pick Collier, mit dem Bandleader Franz Jackson 1962 im Red Arrow Club. 1964 kehrte sie nach New Orleans zurück, um mit Art Hodes aufzutreten.

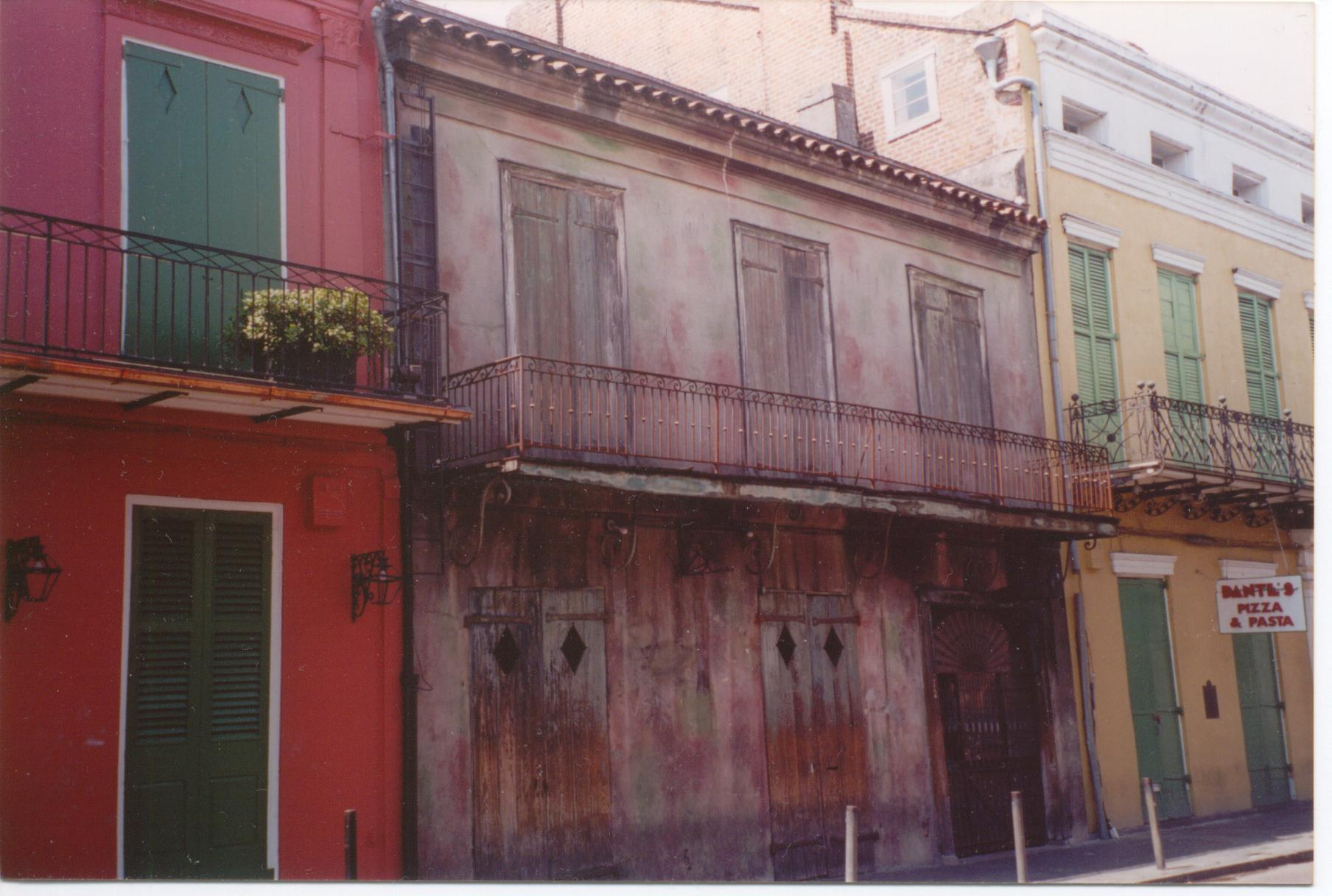
Die Fassade der Preservation Hall (2001)

Sie war 1958 in einer kurzen Sequenz des Musikfilms King Creole mit Elvis Presley zu sehen, die in der Preservation Hall spielte. Anfang der 1960er Jahre machte sie eine Reihe von Aufnahmen mit Paul Barbarin; auch bei dessen Auftritten zur US-Truppen-Unterhaltung 1967 in Vietnam und Thailand wirkte sie mit. 1965 fand eine Aufnahmesession für Al Clarkes Label Nobility statt (Am I Blue), unter Leitung von Albert „Papa“ French und mit Arrangements des Posaunisten Waldren „Frog“ Joseph. 1968 trat die in einer All-Stars-Band unter Leitung von Santo Pecora in Disneyland in Anaheim, Kalifornien auf. Um 1970 folgten Aufnahmen mit Louis Cottrells Band (Bill Bailey), im selben Jahr hatte sie Auftritte mit Al Hirt in Clubs von St. Louis. In den 1970er Jahren war sie regelmäßig in den Veranstaltungsorten des Traditional Jazz von New Orleans, wie der Dixieland Hall und der Heritage Hall zu sehen; 1974 trat sie mit Cottrell in der New Yorker Carnegie Hall auf. Anfang der 1970er Jahre spielte sie Singles für das Label Capricorn Records ein (Bald Headed Beulah/Why Don't You All Go to New Orleans). Im Sommer 1974 reiste sie erstmals nach Europa, als sie auf der Grand parade du jazz in Nizza konzertierte; eine weitere Europa-Tour fand im Herbst 1975 in Dick Hymans New York Repertory Company statt, in der sie in der Show The Musical Live of Louis Armstrong Standards wie den St. Louis Blues oder Nobody Loves You When You’re Down and Out im Call and Response mit dem Trompeter Joe Newman interpretierte.

## Würdigung
Blanche Thomas nahm insgesamt 31 Titel auf, von denen jedoch nur wenige auf CD vorliegen. Sie galt zwar nicht als herausragende Sängerin (der Trompeter Clive Wilson verglich sie mit Della Reese), beeindruckte jedoch durch ihre am Vaudeville geschulte Bühnenpräsenz.

## Diskografische Hinweise
- Spirit of New Orleans – The Genius of Dave Bartholomew (Imperial)
- Paul Barbarin: New Orleans Creole Band (GHB, 1961)
- Dixieland Hall Presents Blanche Thomas with Papa French and his New Orleans Jazz Band – Am I Blue (Nobility, 1965) mit Papa French, Jeanette Kimball, Alvin Alcorn, Waldren Joseph, Joseph „Cornbread“ Thomas, Frank Fields, Louis Barbarin
- Blanch [Sic!] Thomas Meets the Last Straws in New Orleans (Shalom)